# دائرة زمورة
دائرة زمورة إحدى دوائر ولاية غليزان الجزائرية . عاصمتها هي زمورة إرتقت لدائرةعام 1986م

## بلديات الدائرة
وتضم بلديات:
- زمورة
- دار بن عبد الله
- بني درقن

## رؤساء الدائرة
- 1987 :عمرمويلحي [2]